# Kašída
Kašída (persky کشیده‎) je nástroj pro zarovnávání v psacích písmech, zejména v arabském písmu. Na rozdíl od zarovnávání pomocí prodlužování mezer mezi slovy (známého z latinky) je jeho podstatou prodlužování vhodných čar některých písmen.
Změna rozměru písmene je sice možná i v latince (v rámci mikrotypografie), ale kašída v rámci arabského písma je přirozenější a snáze proveditelná, neboť řada písmen v perštině a arabštině obsahuje výrazné vodorovné tahy, jejichž délku není problém upravit.
Někdy se označením kašída rozumí speciální prodlužující znak „ـ“ jinak označovaný tatwíl (arabsky تطويل‎ – taṭwíl), případně jeden ze sestavy glyfů různých délek, které slouží k prodloužení v rámci konkrétního fontu. V rámci Unicode je znak „ـ“ na pozici U+0640 a je pojmenovaný arabský tatwíl (anglicky Arabic Tatweel).